# Семиходи (село)
Семиходи (Семиход) — колишнє село в Україні, розташоване в Чорнобильському районі Київської області. До 1979 року село підпорядковувалося Новошепелицькій сільській раді. У 1979 році село було приєднано до міста Прип'ять.

## Історія

### До будівництва ЧАЕС
У ході другого поділу Речі Посполитої в 1793 році Чорнобильський маєток перейшов до Росії і з 1797 року увійшов до складу Радомисльського повіту Київської губернії. До складу сіл і селищ Чорнобильського маєтку входили і Семиходи. У середині XIX століття про них почала з'являтися інформація в різних статистичних та географічних описах Київської губернії. Так, Л. Похилевич у 1864 році зазначає, що село Семиходи входило до складу церковного приходу, розташованого за три версти нижче по річці в селі Копачі. У Семиходах тоді проживало 147 осіб.
Безпосередньо на північ від Семиходів територія Чорнобильського маєтку закінчувалася, і починалися землі Овруцького базиліанського уніатського монастиря. Їхнім центром було розташоване на північ від Семиходів село Новошепеличі. У 1832 році (під час придушення польського повстання) Шепелицьке монастирське маєток було конфісковано в казну. Ще раніше, у 1797 році, невдовзі після приєднання до Росії, уніатська церква в Шепеличах була передана православним. Новошепеличі стали центром тяжіння для всієї округи, включно з Семиходами. Новошепеличі були великим транзитним пунктом як на сухопутній дорозі вздовж Прип'яті, що з'єднувала Київ через Мозир з Мінською губернією, так і на річковому торговому шляху. Як писав Л. Похилевич, жителі Новошепеличів «головне заняття мали від судноплавства по Прип'яті, що дозволяло багатьом із них побувати у Варшаві та Херсоні».
У 1900 році Семиходи (власницьке село). У ньому дворів — 56, жителів обох статей — 384 особи, з них чоловіків — 182 і жінок — 202. Основне заняття мешканців — хліборобство. Відстань від повітового міста до села — 135 верст, від найближчих: залізничної станції — 112 верст, пароплавної — 2 версти, поштово-телеграфної — 23 версти, поштової (земської) — 2 версти. Залізнична станція має назву Калінковичі, пароплавна — Шепеличі. Поштово-телеграфна станція знаходиться в м. Чорнобилі, земська поштова станція — в с. Шепеличах. У селі числиться землі — 951 десятина, яка належить селянам. Село належить Сергію Михайловичу Челищеву. Господарство ведеться за трипільною системою.  
У селі є: 1 вітряний млин, 1 плавний млин і 1 кузня. Пожежний обоз складається з двох бочок і двох багрів. Запасний продовольчий капітал станом на 1 січня 1900 р. становив 820 рублів. Село підпорядковувалося Шепелицькій волості.
Станом на 1926 рік у селі Семиходи було 79 селянських господарств та 3 господарства іншого типу — усього 82 господарства. У селі проживало 155 чоловіків і 204 жінки, разом населення становило 359 осіб, з них 345 — українці та 14 — євреї.
У першій п'ятирічці, частково під впливом Кагановича, на Київському Поліссі поблизу Семиходів був реалізований великий інфраструктурний проект — будівництво залізниці Чернігів – Овруч (з 1929 року), що з'єднала цей регіон як із центральними областями СРСР, так і з Волинню. Неподалік від Семиходів був збудований залізничний міст через Прип'ять — перший міст у цьому районі. До цього переправа через річку здійснювалася лише поромами. Ця дорога мала явне військово-стратегічне значення, оскільки кордон із Польщею проходив відносно недалеко. Можливо, саме тому майже всі станції на цій лінії називали за принципом «щоб ворог не здогадався», даючи станціям назви сусідніх сіл, що створювало плутанину. Так, станція Семиходи насправді розташовувалася біля хутора Янів і була віддалена від самого села Семиходи, тоді як станція Янів — навпаки, була ближчою до Семиходів.
У цей період у Семиходах було відновлено сільську раду, до підпорядкування якої належали також хутір Підлісний і селище залізничної станції Янів. У Семиходах діяв колгосп імені Калініна, а на хуторі Підлісному — колгосп «Червоне Полісся». У Семиходах працювала початкова школа. У 1946 році в чотирьох класах навчалося 73 учні, а в 1953 році — 84 учні. У 1946 році в Семиходах було засновано бібліотеку. На станції Янів були відділення пошти та ощадкаси. 
На 1948 рік збереглася інформація не лише про планові показники бюджету Семиходської сільради, але й про реальне виконання станом на 1 грудня 1948 року, тобто майже наприкінці року. Як бачимо з таблиці, план податків з колгоспу не було виконано, основну частину доходів сільрада отримала від державної позики (перевищення плану у 6 разів) та податку з малосімейних.
У 1951–52 роках у Семиходах відкрито медпункт, у бюджеті сільради на нього з’являється окрема стаття витрат, окрім школи та сільради. Витрати на медпункт у 1952 році (17100 руб.) значно перевищували витрати на школу (5700 руб.) і сільраду (8300 руб.) головним чином через значний фонд зарплати медпункту (13700 руб.). Доходи сільради на 1952 рік планувалися в розмірі 35189 руб., що у три рази більше, ніж у 1950 р., переважно за рахунок різкого збільшення надходжень від державної позики (11700 руб.), сільськогосподарського податку (7400 руб.), земельної ренти (6000 руб.) та податку з малосімейних (4500 руб.). Ймовірно, ці показники не було досягнуто, оскільки на 1954 рік дохід сільради було встановлено в 25790 руб., що на 10 тис. руб. менше.
Сільрада обиралася на два роки, і сесії проводились у середньому двічі на місяць. У 1948–1950 роках до її складу входило 9 депутатів, з яких 5 чоловіків і 3 жінки. Головою сільради з 1947 року був Михайло Анікеєвич Кицун, 1921 р. н., член ВКП(б) із середньою освітою. На початку 1950 року в сільраді сталися кадрові зміни: секретарку К. Т. Сиротку звільнили через невиконання обов’язків, і її замінив Микола Андрійович Брила, 1925 р. н., член ВЛКСМ.
У документах також зафіксовано низку критичних зауважень щодо роботи голови сільради Кицуня з боку депутатів, зокрема щодо нехтування обов’язками та дисципліною.
Влітку 1950 року через рішення Новошепелицького районного суду будівлю сільської школи було передано у приватну власність, що залишило село без приміщення для навчання. Сільрада прийняла рішення викупити будівлю, але в бюджеті за 1950 рік немає згадок про витрати на її придбання – це мало бути покрито за рахунок самооподаткування, кошти з якого збиралися з колгоспників, але не відображалися у офіційних документах.
Далі в Семиходах знову розпочалися адміністративні зміни, цього разу вони торкнулися колгоспів.
Наприкінці 1950 року відбулося укрупнення колгоспних господарств у Новошепелицькому районі. Серед інших були ліквідовані як самостійні колгоспи – колгосп імені Калініна в Семиходах та «Червоне Полісся» на хуторі Підлісному. Їх об’єднали з колгоспом імені Щорса в Новошепеличах. Новий колгосп отримав назву імені М.І. Калініна, а його центральна садиба розмістилася в райцентрі Новошепеличах. Семиходи стали 4-ю бригадою цього колгоспу, а хутір Підлісний – 5-ю.
Крім того, 17 грудня 1950 року пройшли вибори нового, третього Семиходського сільради. На першій сесії 25 грудня головою було переобрано В.Г. Гамлявого, секретарем – Н.А. Брилю, також запровадили нову посаду заступника голови ради, на яку призначили колишнього голову розформованого колгоспу «Червоне Полісся» Д.Г. Зуїхіна.
Однак на наступній сесії, яка відбулася 28 січня 1951 року, три бригади були об’єднані в дві: 4-ту (с. Семиходи, її бригадиром став колишній голова Семиходського колгоспу імені Калініна А.О. Романенко) та 5-ту (хутір Підлісний).
10 липня 1951 року на сесії сільради голова В.Г. Гамлявий ознайомив депутатів з актом перевірки соцдоговору між Семиходською та Кошарівською сільрадами за перше півріччя 1951 року. Зміст договору в протоколах сесії не уточнюється, але ймовірно, йшлося про соцзмагання, у якому Семиходи поступилися. Голова піддав різкій критиці депутатів, вказав на бездіяльність постійних комісій ради (сільськогосподарської та фінансово-бюджетної) й окремо обрушився з критикою на свого заступника Д.Г. Зуїхіна. Протягом року він майже не брав участі в засіданнях сесій, активну участь відновив лише у 1952 році.
У 1954 році розпочалася виборча кампанія у Верховну Раду СРСР. У Семиходах сільрада призначила агітаторів на кожні 20 хат у селі й створила при сільраді депутатську школу. Жителям села у 1953–1954 роках майже кожен місяць читали лекції про міжнародне становище, ідеологію та партійну роботу серед мас.
Представник райвиконкому звільнив В.Г. Гамлявого з посади секретаря сільради «як такого, що не впорався». Новим секретарем обрали Христю Тимофіївну Боярчук. У книзі протоколів текст, записаний В.Г. Гамлявим з викладом звинувачень, було закреслено й замінено новим протоколом, записаним Христиною Тимофіївною, без згадування звинувачень.
У березні 1954 року сесія розглянула критику на адресу Семиходської сільради, опубліковану в газеті «Сталінська перемога», та визнала її обґрунтованою. Уже у квітні 1954 року сесія вирішила укласти новий договір про соцзмагання з Новошепелицькою сільрадою, але його реалізація не була завершена.
10 серпня 1954 року вийшов указ Президії Верховної Ради УРСР про укрупнення сільрад у Київській області. Семиходську сільраду було розформовано й приєднано до Новошепелицької.
У результаті обсяг архівних документів про Семиходи різко зменшився. Згадки про Семиходи в протоколах Новошепелицької сільради та об’єднаного колгоспу імені Калініна зустрічаються спорадично. У 1959 році було розформовано й Новошепелицький район. Частину його території разом із колишнім райцентром і Семиходами приєднали до Чорнобильського району. У 1960-х роках матеріали Чорнобильської районної бібліотеки стали новим джерелом інформації про культурне життя Семиходів.

### Незадовго до приєднання до міста Прип'ять
У 1960-х роках сільські бібліотеки в цьому регіоні були в Семиходах, Новошепеличах і Копачах. У Новошепелицькій бібліотеці у 1970 році діяла спеціальна кімната для юних читачів із окремим співробітником, який займався роботою з дітьми. Такі кімнати на той час були облаштовані лише у семи із сорока сільських бібліотек Чорнобильського району. 
У Семиходах із 1968 року бібліотеку очолювала Галина Прокопівна Черняк, 1942 року народження. Бібліотека займала одну кімнату площею 15 кв.м, а графік роботи було прив’язано до вільного часу колгоспників: бібліотека працювала з 12:00 до 15:00 та з 18:00 до 22:00. 
До сторіччя від дня народження В.І. Леніна у 1970 році в деяких сільських бібліотеках району в 1969 році організували читальну конференцію на тему «Ленін і Україна». За оцінками районної бібліотеки, конференція вдало пройшла, зокрема, в Новошепеличах і Копачах. У Семиходах та Новошепеличах у 1969 році також провели усний журнал «Наше село за часів радянської влади». У 1970 році до Новошепелицької бібліотеки приїжджали співробітники районної бібліотеки для надання методичної допомоги на тему «Участь бібліотеки в громадському огляді бібліотек до 100-річчя з дня народження В.І. Леніна». 
Безпосередньо у ювілейному 1970 році в Копачівській і Новошепелицькій бібліотеках організували конференції, присвячені книгам про сім’ю Ульянових. У Семиходській бібліотеці підготували книжкову виставку «Партія творчу наснагу дає», а в селі Нагірці провели усний журнал «Ленін іде планетою». 
За даними бібліотечної статистики, можна уточнити кількість жителів сіл району напередодні будівництва Чорнобильської АЕС. У 1969 році в Семиходах проживало 660 осіб, а план охоплення читачів складав 400 осіб. На станції Янів (416 осіб) діяв філіал Семиходської бібліотеки, а на хуторі Підлісний (123 особи) – переносний книжковий пункт. У Семиходах не було власного клубу. 
У 1970 році життя району кардинально змінилося через початок будівництва Чорнобильської АЕС між селами Семиходи та Нагірці. Спочатку поруч зі станцією виникло селище Лісове, але згодом його жителів переселили до новозбудованого міста Прип’ять. Уже за перші кілька років населення Прип’яті перевищило чисельність сусідніх сіл. За статистикою, на кінець 1972 року в Прип’яті проживало 3973 особи, а в Лісовому – 1873 особи. 
14 квітня 1972 року Указом Президії Верховної Ради УРСР новому населеному пункту офіційно дали назву Прип’ять, а 24 квітня того ж року його підпорядкували Прип’ятській міськраді, приєднавши до нього хутір Підлісний і станцію Янів. 
На початку будівництва АЕС роботу Семиходської бібліотеки неодноразово перевіряли. У 1971 році методичний виїзд здійснили працівники Чорнобильської районної бібліотеки, а в березні 1973 року провели комплексну перевірку, яка виявила незадовільний стан роботи бібліотеки. Також було зазначено, що колгосп ім. Калініна та Новошепелицька сільрада не виділяли додаткових коштів на придбання літератури. Громадський бібліотечний комітет Семиходів не збирався протягом кварталу, а робота з дітьми-читачами велась незадовільно. 
У 1976 році під час сесії Новошепелицької сільради неодноразово обговорювали проблеми села Семиходи: нерегулярна робота магазину, низькі доходи від кіноустановки, нестача робочої сили для сільськогосподарських робіт, недостатнє вуличне освітлення. Попри ремонт магазину у 1977 році, благоустрій села занепадав. 
29 жовтня 1979 року Київський облвиконком ухвалив рішення про включення Семиходів до складу Прип’яті, після чого територію села почали забудовувати міськими кварталами. У 1980-х роках більшу частину території Семиходів зайняли нові мікрорайони. На честь села названо вулицю Семиходську, де залишилося кілька хат жителів села. У майбутньому планувалося будівництво 6-го та 7-го мікрорайонів міста Прип'ять, які мали остаточно знищити залишки села. Від села також залишилося старе кладовище, розташоване в межах 1-го мікрорайону Прип'яті. Більшість мешканців села Семиходи переселилися в квартири в місті Прип’ять.
У 1985 році в селі Копачі дослідники зафіксували збереження народних традицій і вірувань. Жителі згадували про старовинні обряди, пов’язані з русалками, тінями померлих, та розповідали про місцевих знахарів і ворожбитів. Деякі з них могли походити із Семиходів, що вже тоді були частиною Прип’яті. 
На Новий 1986 рік бабусі із Семиходів вгадали недобрий знак, коли новорічну ялинку в Прип’яті двічі зносив вітер. На жаль, їхнє передчуття справдилось: 26 квітня 1986 року сталася аварія на Чорнобильській АЕС, яка завершила історію Семиходів остаточно.

### Після аварії
Після аварії жителів колишнього села Семиходи було евакуйовано разом із мешканцями міста Прип'ять.

На честь села названо зупинний пункт та контрольний пункт «Семиходи».